# أويو

العاصمة أويو.

أويو هي عاصمة ولاية اكوا ايبوم، وتعبر هذه المدينة المنتجة للنفط في نيجيريا. أصبحت المدينة عاصمة للدولة في 23 سبتمبر 1987 بعد تأسيس ولاية اكوا ايبوم والتي كانت تابعه لولاية كروس ريفر. تقع جامعة أويو في هذه المدينة ولقد بلغ عدد سكان مدينة أويو، وفقا للتعداد السكاني النيجيري عام 2006 حوالي 427873 نسمه.

## أعلام
- أنطوني باسي
- غودلاك جوناثان
- أوروك أكاراندوت